# Warnung der Wissenschaftler an die Menschheit
Die Warnung der Wissenschaftler der Welt an die Menschheit ist ein moralischer Appell aus den Reihen der Wissenschaftsgemeinde an die Menschheit im Hinblick auf die Gefahren, die sich aus der erwarteten Entwicklung der globalen Umweltveränderungen ergeben.

## 1992 – Erste Warnung
Ende 1992 verfasste Henry Way Kendall, ein früherer Vorstandsvorsitzender der Union of Concerned Scientists (UCS), die erste Warnung, die mit den Worten: „Die Menschen und die natürliche Welt sind auf einem Kollisionskurs“ beginnt. Eine Mehrheit der Nobelpreisträger der Naturwissenschaften unterzeichnete das Dokument; rund 1700 der weltweit führenden Wissenschaftler fügten ihre Unterschrift hinzu.

## 2017 – Zweite Warnung

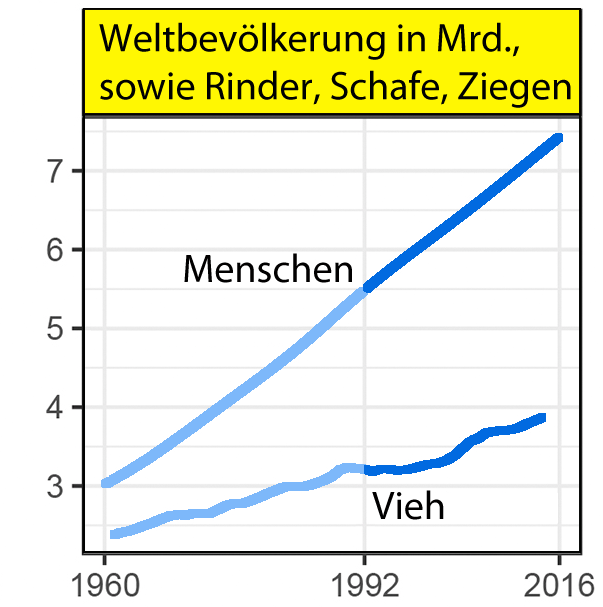
Entwicklung der Weltbevölkerung (und der Wiederkäuer-Nutztierpopulationen) nach „World Scientists’ Warning to Humanity: A Second Notice“ 2017

Im November 2017 unterzeichneten 15.364 Wissenschaftler die von acht Autoren verfasste Warnung der Wissenschaftler der Welt an die Menschheit: Zweite Mitteilung. Diese ruft unter anderem dazu auf, das Bevölkerungswachstum zu begrenzen und den Pro-Kopf-Verbrauch an fossilen Brennstoffen, Fleisch und anderen Ressourcen drastisch zu reduzieren. Diese Warnung wurde in der Fachzeitschrift BioScience veröffentlicht. Der Artikel führt 13 spezifische Maßnahmen an, die die Menschheit auf dem Weg zur Nachhaltigkeit unternehmen könnte.
Die zweite Mitteilung hat die meisten wissenschaftlichen Mitunterzeichner und formalen Unterstützer aller je veröffentlichten Journal-Artikel.

## 2019 – Dritte Warnung
Die dritte Mitteilung, World Scientists’ Warning of a Climate Emergency, die vor einem Klimanotstand warnt, wurde Anfang November 2019 ebenfalls in der Zeitschrift BioScience veröffentlicht.
Sie weisen auf sechs Bereiche hin, in denen grundlegende Änderungen vorgenommen werden müssen:
1. Energie – Abschaffung fossiler Brennstoffe und Umstellung auf erneuerbare Energien
2. kurzlebige Luftschadstoffe – Abbau von Ruß, Methan und Fluorkohlenwasserstoffe
3. Natur – Wiederherstellung und dauerhafter Schutz der Ökosysteme der Erde, Kohlenstoff zu speichern und zu akkumulieren und die Artenvielfalt (Biodiversität) wiederherzustellen
4. Lebensmittel – Umstellung auf überwiegend pflanzenbasierte Ernährung, Reduzierung von Lebensmittelverschwendung und Verbesserung der Anbaupraktiken
5. Wirtschaft – Übergang vom unbegrenzten BIP-Wachstum und übermäßigem Konsum der Wohlhabenden hin zur ökologischen Ökonomie und einer Kreislaufwirtschaft, in der die Preise die gesamten Umweltkosten von Waren und Dienstleistungen widerspiegeln
6. Bevölkerung – Stabilisierung und schrittweise Reduzierung der Weltbevölkerung durch freiwillige Familienplanung und Förderung von Bildung und Rechten für alle Mädchen und jungen Frauen, was nachweislich die Geburtenraten senkt[9][10][11][12][13]

## 2021
In einer Aktualisierung im Jahr 2021 warnen Wissenschaftler, dass sich kritische Elemente des Erdsystems dem Kipppunkt nähern oder ihn bereits überschritten haben. Sie berichten weiter, dass der eingetretene Klimanotstand häufigere Updates zur Notlage erforderlich machen. Die angestrebte „Green Recovery“ im Rahmen der COVID-19-Pandemie sei unzureichend und es seien grundlegende Systemänderungen erforderlich, die über Politik hinausgehen. Eine sofortige, drastische Verringerung der Treibhausgase – vor allem Methan – müsse priorisiert werden. Zudem thematisiert die Studie 31 „planetarische Vitalwerte“, von denen 18 Rekordwerte erreicht haben.

## 2022
Im Oktober 2022 trugen Eileen Crist, William J. Ripple, Paul R. Ehrlich, William E. Rees und Christopher Wolf zur Warnung der Wissenschaftler an die  Weltbevölkerung bei, die von der wissenschaftlichen Fachzeitschrift Science of the Total Environment als Teil der laufenden Reihe von: „Warnung der Wissenschaftler an die Menschheit“ veröffentlicht wurde, um die negativen Auswirkungen der Bevölkerungsgröße und des Bevölkerungswachstums auf das Klima und die Artenvielfalt anzugehen, die ihrer Meinung nach „weiterhin ignoriert, umgangen oder geleugnet werden“. Es fordert zwei Maßnahmen, die, wenn sie beachtet werden, das Bevölkerungswachstum vor dem Ende dieses Jahrhunderts stoppen werden. Erstens appellieren die Autoren weltweit an alle Erwachsenen, nicht mehr als ein Kind zu bekommen, als Teil der transformativen Veränderungen, die zur Eindämmung des Klimawandels und des Verlusts der biologischen Vielfalt erforderlich sind. Zweitens fordert die Warnung die politischen Entscheidungsträger dazu auf, „Bevölkerungspolitik mit zwei Schlüsselkomponenten zur Stärkung der Rolle der Frau umzusetzen“, vor allem durch die Verbesserung der Bildung für junge Frauen und Mädchen und die Bereitstellung qualitativ hochwertiger Familienplanungsdienste für alle. Darin wird betont, dass „die Kombination aus institutioneller Unterstützung bei der Planung der Geburtsentscheidungen und des Bildungsniveaus, einschließlich verbesserter Möglichkeiten für eine höhere Bildung für Frauen, zu einem unmittelbaren Rückgang der Schwangerschaften führt.“ Es wird außerdem davon ausgegangen, dass eine nachhaltige menschliche Bevölkerung, die laut Umweltanalysten „einen bescheidenen, gerechten Lebensstandard der Mittelschicht auf einem Planeten genießt, der seine biologische Vielfalt bewahrt und auf dem klimabedingte Widrigkeiten minimiert werden“, zwischen 2 und 4 Milliarden Menschen beträgt.
Die Warnung plädiert auch für die Bekämpfung von Armut, Patriarchat und übermäßigem Konsum der Wohlhabenden und fordert die Erhebung einer globalen Vermögenssteuer in erster Linie gegen „wohlhabende Nationen, Industrien und Menschen, die historisch am meisten von der massiven Nutzung profitiert haben“. Zudem eine Aufforderung zur zeitgenössischen Nutzung fossiler Brennstoffe um „saubere Sanitäranlagen und Wasserverfügbarkeit, Ernährungssouveränität und Elektrifizierung durch erneuerbare Energien“ auszubauen. Darin wird betont, dass die Armutsbekämpfung die Bereitstellung grundlegender öffentlicher Dienstleistungen, insbesondere Gesundheitsversorgung und Bildung, umfassen muss.

## Bekannte Unterzeichner

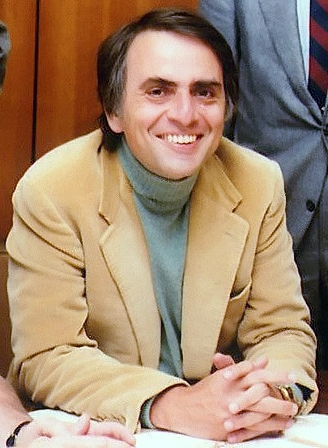
Carl Sagan (1980)

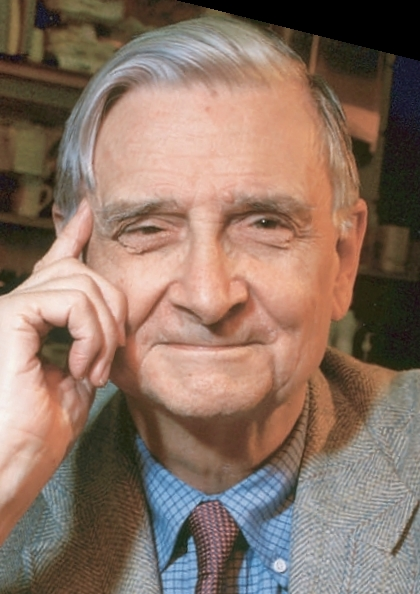
E. O. Wilson (2003)

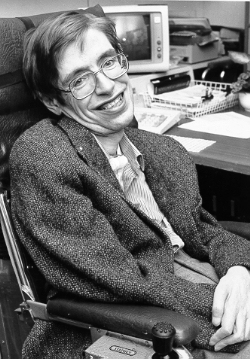
Stephen Hawking bei der NASA

- Anatole Abragam, Physiker, Frankreich
- Walter Alvarez, Geologe, USA
- Claude Allegre, Geochemiker, Frankreich
- Anne Anastasi, Psychologin, USA
- Philip Anderson, Nobelpreisträger, USA
- Christian Anfinsen, Nobelpreisträger Chemie, USA
- Werner Arber, Nobelpreisträger Medizin; Schweiz
- Mary Ellen Avery, Kinderärztin, National Medal of Science, USA
- Julius Axelrod, Nobelpreisträger Medizin; USA
- Michael Atiyah, Mathematiker; Präsident der Royal Society; Großbritannien
- John Backus, Informatiker, National Medal of Science, USA
- David Baltimore, Nobelpreisträger, Medizin; USA
- David Bates, Physiker, Royal Irish Academy, Irland
- Alan Battersby, Chemiker, Wolf-Preis für Chemie, Großbritannien
- Baruj Benacerraf, Nobelpreisträger Medizin; USA
- Georg Bednorz, Nobelpreisträger Physik; Schweiz
- Hans Bethe, Nobelpreisträger Physik; USA
- Arthur Birch Chemiker, Australian Academy of Science, Australien
- Michael Bishop, Nobelpreisträger Medizin; USA
- Konrad Bloch, Nobelpreisträger, Medizin; USA
- Baruch Blumberg, Nobelpreisträger Medizin; USA
- Bert Bolin, Meteorologe, Tyler-Preis, Schweden
- Norman Borlaug, Agrarwissenschaftler, Nobelpreisträger, USA & Mexiko
- Frederick Bormann, Waldökologe; Ehemaliger Präsident, Ecological Soc. von Amer.; USA
- Raoul Bott, Mathematiker, National Medal of Science, USA
- Ronald Breslow, Chemiker, National Medal of Science
- Ricardo Bressani, Inst. of Nutrition, Guatemala und Drittes Guatemala
- Gerardo Budowski, Natürliche Ressourcen, Univ. Para La Paz, Costa Rica
- E. Margaret Burbidge, Astronomin, National Medal of Science, USA
- Adolf Butenandt, Nobelpreisträger, Chemie, Max-Planck-Inst.; Deutschland
- Henri Cartan, Wolf-Preis für Mathematik, Frankreich
- Carlos Chagas, Biologe; Univ. de Rio de Janeiro; Fmr. Präsident der Päpstlichen Akademie der Wissenschaften; Brasilien
- Sivaramakrishna Chandrasekhar, Zentrum für Flüssigkristallforschung, Indien
- Georges Charpak, Nobelpreisträger, Physik; Frankreich
- Joseph Chatt, Wolf-Preis in Chemie, Großbritannien
- Shiing-Shen Chern, Wolf-Preis in Mathematik, China & USA
- Morris Cohen, Ingenieurwesen, National Medal of Science, USA
- Stanley Cohen, Nobelpreisträger, Medizin; USA
- Stanley N. Cohen, Genetiker, Wolf Prize in Medicine, USA
- Mildred Cohn, Biochemikerin, National Medal of Science, USA
- E. J. Corey, Nobelpreisträger, Chemie, USA
- John Cornforth, Nobelpreisträger, Chemie; Großbritannien
- Hector Croxatto, Physiologe, Päpstliche Akademie und Akademie der Dritten Welt, Chile
- Paul Crutzen, Nobelpreisträger, Chemie, Tyler-Preis, Deutschland
- Partha Dasgupta, Ökonom, Royal Society, Großbritannien
- Jean Dausset, Nobelpreisträger, Medizin; Frankreich
- Gerard Debreu, Nobelpreisträger, Wirtschaftswissenschaften; USA
- Pierre-Gilles de Gennes, Nobelpreisträger, Physik; Frankreich
- Johann Deisenhofer, Nobelpreisträger, Deutschland & USA
- Frederica de Laguna, USA
- Pierre Deligne, Mathematiker, Crafoord-Preis, Frankreich
- Frank Dixon, Pathologe, Lasker Award, USA
- Joseph Doob, USA
- Renato Dulbecco, Nobelpreisträger, Medizin; USA
- Manfred Eigen, Nobelpreisträger, Chemie; Deutschland
- Samuel Eilenberg, Wolf-Preis für Mathematik, USA
- Paul Ehrlich, Biologe, Crafoord-Preis, USA
- Thomas Eisner, Biologe, Tyler Prize, USA
- Gertrude Elion, Nobelpreisträgerin, Medizin; USA
- Aina Elvius, Astronomin, Königliche Akademie der Wissenschaften, Schweden
- K. O. Emery USA
- Paul Erdos, Wolf-Preis für Mathematik, Ungarn
- Richard Ernst, Nobelpreisträger, Chemie; Schweiz
- Sandra Faber USA
- Herman Feshbach USA
- Inga Fischer-Hjalmars Schweden
- Michael Ellis Fisher Großbritannien und USA
- Val Fitch, Nobelpreisträger, Physik; USA
- William Fowler, Nobelpreisträger, Physik; USA
- Herbert Friedman, Wolf-Preis für Physik, USA
- Jerome Friedman, Nobelpreisträger, Physik; USA
- Kenichi Fukui, Nobelpreisträger, Chemie; Japan
- Mary Gaillard, Physikerin, Nationale Akademie der Wissenschaften. USA
- Carleton Gajdusek, Nobelpreisträger, USA
- Robert Gallo USA
- Antonio García-Bellido, Spanien
- Richard Garwin USA
- Murray Gell-Mann, Nobelpreisträger, USA
- Eleanor J. Gibson, USA
- Marvin Goldberger, Physiker; Fmr. Präsident, Calif. Inst. of Tech., USA
- Maurice Goldhaber, Wolf-Preis für Physik, USA
- Donald Glaser, Nobelpreisträger, Physik; USA
- Sheldon Glashow, Nobelpreisträger, Physik; USA
- James Gowans, Wolf-Preis für Medizin, Frankreich
- Stephen Jay Gould, Paläontologe, Autor, Harvard Univ., USA
- Roger Guillemin, Nobelpreisträger, Medizin; USA
- Herbert Gutowsky, Wolf-Preis für Chemie, USA
- Erwin Hahn, Wolf-Preis für Physik, USA
- Herbert Hauptman, Nobelpreisträger, Chemie; USA
- Stephen Hawking, Mathematiker, Wolf-Preis für Physik, Großbritannien
- Dudley Herschbach, Nobelpreisträger, Chemie, USA
- Gerhard Herzberg, Nobelpreisträger, Chemie; Kanada
- Antony Hewish, Nobelpreisträger, Physik; Großbritannien
- George Hitchings, Nobelpreisträger, Medizin; USA
- Dorothy Crowfoot Hodgkin, Nobelpreisträgerin, Chemie; Großbritannien
- Robert Holley, Nobelpreisträger, Medizin; USA
- Nick Holonyak, Elektroingenieur, National Medal of Science, USA
- John Houghton, Meteorologe; Vorsitzender der Wissenschaftsarbeitsgruppe des IPCC; Großbritannien
- Hiroshi Inose, Elektroingenieur; Vizepräsident der Ingenieurakademie; Japan
- Francois Jacob, Nobelpreisträger, Medizin; Frankreich
- Daniel Janzen, Biologe, Crafoord-Preis, USA
- Cecilia Jarlskog, Physikerin, Königliche Akademie der Wissenschaften, Schweden
- Louise Johnson, Biophysikerin, Royal Society, Großbritannien
- Harold Johnston, Chemiker, Tyler Prize, USA
- Jerome Karle, Nobelpreisträger, Physik; USA
- Robert Kates, Geograph, National Medal of Science, USA
- Joseph Keller, Mathematiker, National Medal of Science, USA
- Henry Kendall, Nobelpreisträger, Physik; Vorsitzender der Union of Concerned Scientists; USA
- John Cowdery Kendrew, Nobelpreisträger, Chemie; Großbritannien
- Susan Kieffer, Geologin, Nationale Akademie der Wissenschaften, USA
- Klaus von Klitzing, Nobelpreisträger, Physik; Deutschland
- Aaron Klug, Nobelpreisträger, Chemie, Großbritannien
- Walter Kohn, Physiker, National Medal of Science, USA
- Janos Kornai, Ökonom, Ungarische Akademie der Wissenschaften, Ungarn
- Ikuo Kushiro, Geologe, Japan Academy, Japan
- Leon Lederman, Nobelpreisträger, Physik; Chr., Amer. Assn. Adv. Wissenschaft; Wissenschaft; USA
- Yuan T. Lee, Nobelpreisträger, Chemie; USA
- Wassily Leontief, Nobelpreisträger, Wirtschaftswissenschaften; USA
- Luna Leopold, Geologin, National Medal of Science, USA
- Louis Leprince-Ringuet, Physiker, Französische und Päpstliche Akademien, Frankreich
- Vladilen Letokhov, Physiker, Lenin-Preis für Wissenschaft, Russland
- Rita Levi-Montalcini, Nobelpreisträgerin, Medizin; USA und Italien
- William Lipscomb, Nobelpreisträger, Physik; USA
- Jane Lubchenco, Zoologin; Gewählter Präsident, Ecological Soc. von Amer.; USA
- Lydia Phindile Makhubu, Chemikerin, Akademien der Dritten Welt und Afrikas, Swasiland
- Lynn Margulis, Biologin, Nationale Akademie der Wissenschaften, USA
- Maclyn McCarty, Wolf-Preis für Medizin, USA
- Digby McLaren, ehemaliger Präsident der Royal Society of Canada; Kanada
- James Meade, Nobelpreisträger, Wirtschaftswissenschaften; Großbritannien
- Jerrold Meinwald, Chemie, Tyler-Preis, USA
- Hartmut Michel, Nobelpreisträger, Chemie; Deutschland
- Brenda Milner, Neurologin, Akademie der Wissenschaften, Kanada
- César Milstein, Nobelpreisträger, Medizin; Argentinien und Großbritannien
- Franco Modigliani, Nobelpreisträger, Wirtschaftswissenschaften; USA
- Andrei Monin, Ozeanologe, Staatspreis, Russland
- Marcos Moshinsky, Physiker, Päpstliche Akademie der Wissenschaften, Mexiko
- Nevill Mott, Nobelpreisträger, Physik; Großbritannien
- Teruaki Mukaiyama, Chemiker, Japan Academy, Japan
- Walter Munk, Geophysiker, National Medal of Science, USA
- Anne Murray, Ethnographin, Königliche Akademie der Wissenschaften, Schweden
- Joseph Murray, Nobelpreisträger, Medizin; USA
- Jayant Vishnu Narlikar, Astrophysiker, Akademien Indiens und der Dritten Welt, Indien
- Kim Nasmyth, Biologe, Royal Society, Großbritannien und Österreich
- James Neel, Genetiker, National Medal of Science, USA
- Louis Neel, Nobelpreisträger, Physik; Frankreich
- Yuval Ne'eman, Physiker, Natl. Acad. von Sci. & Geisteswissenschaften, Israel
- Erwin Neher, Nobelpreisträger, Medizin; Deutschland
- Marshall Nirenberg, Biochemiker; Nobelpreisträger, Medizin; USA
- Yasutomi Nishizuka, Biochemikerin, Lasker Award, Japan
- Ayub Khan Ommaya, Neurobiologe, Third World Academy, Pakistan und USA
- George Pake, Physiker, National Medal of Science, USA
- George Palade, Nobelpreisträger, Physik; USA
- Linus Pauling, Nobelpreisträger, Chemie & Pence, USA
- Manuel Peimbert, Astronom, Univ. Nac. Aut. de Mexiko, Mexiko
- Roger Penrose, Mathematiker, Wolf-Preis für Physik, Großbritannien
- John Philip, Agrarwissenschaft, Australian Academy of Science, Australien
- John R. Pierce, Elektroingenieur, National Medal of Science, USA
- John Polanyi, Nobelpreisträger, Chemie; Kanada
- George Porter, Nobelpreisträger, Chemie; Großbritannien
- Ilya Prigogine, Nobelpreisträger, Chemie; Belgien
- Edward Purcell, Nobelpreisträger, Physik; USA
- G. N. Ramachandran, Mathematiker, Inst. of Science, Indien
- Chintamani Rao, Inst. of Science, Indische und Päpstliche Akademien, Indien
- Peter Raven, Direktor, Missouri Botanical Garden; Nationale Akademie der Wissenschaften, USA
- Martin Rees, Astronom, Royal Society & Pontifical Academy, Großbritannien
- Gerardo Reichel-Dolmatoff, Anthropologe, Columbian & Third World Academies, Kolumbien
- Tadeus Reichstein, Nobelpreisträger, Medizin; Schweiz
- Frederick Reines, Physiker, National Medal of Science, USA
- Alexander Rich, Biologe, Nationale und Päpstliche Akademien, USA
- Burton Richter, Nobelpreisträger, Physik; USA
- Ralph Riley, Wolf-Preis für Landwirtschaft, Großbritannien
- Miriam Rothschild, Biologin, Royal Society, Großbritannien
- Sherwood Rowland, Chemiker; Präsident der American Association for the Advancement of Science; USA
- Janet Rowley, Ärztin, Nationale Akademie der Wissenschaften, USA
- Carlo Rubbia, Nobelpreisträger, Physik, Italien und Schweiz
- Vera Rubin, Physikerin, Nationale Akademie der Wissenschaften, USA
- Albert Sabin, Virologe, National Medal of Science, USA
- Carl Sagan, Astrophysiker und Autor, USA
- Roald Sagdeev, Physiker, Russische und Päpstliche Akademien, Russland und USA
- Ruth Sager, Genetikerin, Nationale Akademie der Wissenschaften, USA
- Abdus Salam, Nobelpreisträger, Physik; Präsident der Akademie der Wissenschaften der Dritten Welt, Pakistan und Italien
- Frederick Sanger, Nobelpreisträger, Chemie; Großbritannien
- Jose Sarukhan, Biologe, Third World Academy, Mexiko
- Berta Scharrer, Neurowissenschaftlerin, National Medal of Science, USA
- Melvin Schwartz, Nobelpreisträger, Physik; USA
- Julian Schwinger, Nobelpreisträger, Physik; USA
- Glenn Seaborg, Nobelpreisträger, Physik; USA
- Michael Sela, Weizmann-Institut, Päpstliche Akademie der Wissenschaften, Israel
- Kai Siegbahn, Nobelpreisträger, Physik; Schweden
- Herbert Simon, Nobelpreisträger, Wirtschaftswissenschaften; USA
- Jens Skou, Biophysiker, Königliche Akademie der Wissenschaften, Dänemark
- Charles Slack, Agrarwissenschaft, Royal Society, Neuseeland
- Roger Sperry, Nobelpreisträger, Medizin; USA
- Alexander Spirin, Biologe Lenin-Preis, Russland
- Earl Stadtman, Biochemiker, National Medal of Science, USA
- Jack Steinberger, Nobelpreisträger, Physik; USA und Schweiz
- Valentine Telegdi, Wolf-Preis für Physik, Schweiz
- Walter Thirring, Physiker, Österreichische und Päpstliche Akademien, Österreich
- Jan Tinbergen, Nobelpreisträger, Wirtschaftswissenschaften; Niederlande
- Samuel C. C. Ting, Nobelpreisträger, Physik; USA
- James Tobin, Nobelpreisträger, Wirtschaftswissenschaften; USA
- Alexander Todd, Nobelpreisträger, Chemie; Großbritannien
- Susumu Tonegawa, Nobelpreisträger, Medizin; Japan und USA
- Hans Tuppy, Biochemiker, Österreichische und Päpstliche Akademien, Österreich
- James Van Allen, Physiker, Crafoord-Preis, USA
- Simon van der Meer, Nobelpreisträger, Physik; Niederlande und Schweiz
- John Vane, Nobelpreisträger, Medizin; Großbritannien
- Harold Varmus, Nobelpreisträger, Medizin; USA
- George Wald, Nobelpreisträger, Medizin; USA
- Gerald Wasserburg, Geophysiker, Crafoord-Preis, USA
- James Watson, Nobelpreisträger, Medizin; USA
- Victor Weisskopf, Wolf-Preis für Physik, USA
- Thomas Weller, Nobelpreisträger, Medizin; USA
- Diter von Wettstein, Physiologe, Königliche Akademie der Wissenschaften, Dänemark
- Fred Whipple, Astronom, Nationale Akademie der Wissenschaften, USA
- Gilbert F. White, Geograph, Tyler Prize, USA
- Torsten Wiesel, Nobelpreisträger, Medizin; USA
- Jerome Wiesner, Physiker, Fmr. Präsident, Mass. Inst. of Tech., USA
- Maurice Wilkins, Nobelpreisträger, Medizin; Großbritannien
- Geoffrey Wilkinson, Nobelpreisträger, Chemie; Großbritannien
- Edward O. Wilson, Biologe, Crafoord-Preis, USA
- Evelyn Witkin, Biologin, Nationale Akademie der Wissenschaften, USA